# 폰트레시나
폰트레시나(독일어: Pontresina 폰트레시나[*], 로만슈어: Puntraschigna)는 스위스 그라우뷘덴주의 말로야군에 있는 지자체이다.

## 역사
이 도시는 중세 라틴어 문서에서 1137년 pontem sarasinam으로 처음 언급되었다. 1237년에는 de Ponte Sarraceno로, 1303년에는 ponte sarracino로 언급되었다. 일부 역사가들은 그것을 ‘사라센의 다리’로 번역하고 훗날 스위스가 된 땅에 대한 10세기 아랍의 침략에 대한 언급을 본다.

## 지리
폰트레시나의 면적은 2006년 기준으로 118.2k㎡이다. 이 면적 중 16.7%는 농업용으로 사용되고 8.8%는 산림이다. 나머지 토지 중 1.6%는 정착지(건물 또는 도로)이고 나머지(72.9%)는 불모지(강, 빙하 또는 산)이다.
2017년 이전에 시정촌은 말로야 지역의 상부 엥가딘 하위 지구에 위치했으며, 2017년 이후 말로야군의 일부가 되었다. 그것은 상부 엥가딘 계곡에서 분기되는 가장 높은 고도 계곡인 베르니나 계곡에 자리잡고 있다. 지방 자치 단체에는 주의 가장 높은 산인 베르니나봉이 포함된다. 다른 높은 정상은 추포봉과 팔뤼봉이다. 폰트레시나는 그 자체로 유명한 관광지이지만 종종 더 유명한 이웃 생모리츠에 의해 가려지고 있다.
폰트레시나는 라레트(Laret), 산 스피에르트(San Spiert) 및 기아르준(Giarsun)의 오래된 마을 구간과 산 경사면의 새로운 구간(무라글스를 포함)으로 구성된다.
인근 빙하에는 모테라치 빙하와 로제크 빙하가 있다. 모테라치에는 스키리프트와 빙하가 있으며, 빙하는 도시의 경제적 중심이다. 로제크 계곡에는 길이를 따라 잘 손질된 크로스컨트리 스키 트레일이 있다.

### 기후
폰트레시나의 연간 강우량은 평균 97.8일이며 평균 강수량은 799mm이다. 가장 습한 달은 8월로 폰트레시나의 평균 강수량은 104mm이다. 이달의 평균 강수량은 10.7일이다. 일년 중 가장 건조한 달은 2월이며 10.7일 동안 평균 강수량이 31mm이다.

## 인구통계
폰트레시나의 인구(2020년 12월 31일 기준)는 2,178명이다. 2008년 기준으로 전체 인구의 29.7%가 외국인이다. 지난 10년 동안 인구는 3.9%의 비율로 증가했다.
2000년 기준으로 인구의 성별 분포는 남성 50.2%, 여성 49.8%였다. 2000 년 현재 폰트레시나의 연령 분포는 다음과 같다. 165명의 어린이 또는 인구의 7.5%가 0세에서 9세 사이이다. 95명(4.3%)은 10~14세, 136명(6.2%)은 15~19세이다. 성인 인구 중 438명(인구의 20.0%)이 20~29세이다. 435명(19.9%)은 30~39세, 354명(16.2%)은 40~49세, 269명(12.3%)은 50~59세이다. 고령자 분포는 153명(인구의 7.0%)이 60~69세 사이이다. 70~79세는 97명(4.4%), 80~89세는 45명(2.1%), 90~99세는 4명(0.2%)이다.
2007 년 연방 선거에서 가장 인기 있는 정당은 35.2%의 득표율을 기록한 FDP였다. 다음으로 가장 인기 있는 세 정당은 SVP (34.1%), SP (17%) 및 CVP (8.1%)였다.
폰트레시나에서는 인구의 약 62.6%(25-64세 사이)가 비필수 고등교육 또는 추가 고등교육(대학 또는 응용학문대학)을 완료했다.
폰트레시나의 실업률은 1.26%이다. 2005년 현재 1차 경제 부문에 19명이 고용되어 있고 이 부문에 약 4개 기업이 참여하고 있다. 323명이 2차 부문에 고용되어 있고 이 부문에 22개의 기업이 있다. 1,073명이 3차 부문에 고용되어 있으며 이 부문에는 124개의 기업이 있다.

니콜라스의 개혁 교회는 1640년에 지어졌으며 1718년에 재건되었으며 1887년에 세워졌다.
2000년 인구 조사에 따르면 1,055명(48.2%)이 로마 가톨릭 신자이고 713명(32.5%)이 스위스 개혁 교회에 속해 있다. 나머지 인구 중 정교회에 속한 사람은 40명(인구의 약 1.83%)이고 다른 기독교 교회에 속한 사람은 56명(인구의 약 2.56%)이다. 유대인은 5명 미만이고, 이슬람교인은 27명(인구의 약 1.23%)이다. 다른 교회에 속해 있는 10명의 개인(또는 인구의 약 0.46%)이 있으며(인구 조사에 나열되지 않음), 158명(또는 인구의 약 7.21%)이 어떤 교회에도 속하지 않고, 불가지론자 또는 무신론자이다. 그리고 132명의 개인(또는 인구의 약 6.02%)이 질문에 대답하지 않았다.
역사적 인구는 다음 표에 나와 있다.
| 년도 | 인구  |
| ---- | ----- |
| 1850 | 270   |
| 1900 | 488   |
| 1950 | 774   |
| 1960 | 1,067 |
| 1970 | 1,646 |
| 1980 | 1,726 |
| 1990 | 1,604 |
| 2000 | 2,191 |

### 언어
대부분의 인구(2000년 기준)는 독일어(57.7%)를 사용하며, 이탈리아어가 2위(16.1%)이고, 포르투갈어가 3위(9.0%)이다. 19세기까지 전체 인구는 Putèr의 상부 엥가딘 로만슈어 방언을 사용했다. 외부 세계와의 무역 증가로 인해 로만슈어 사용이 감소하기 시작했다. 1880년에는 여전히 인구의 45.7%가 로만슈어를 모국어로 사용했지만 1900년에는 33.61%로 감소했다. 로만슈어는 끊임없이 계속 감소하고 있다(1941년 26.7%, 1970년 16.22%, 2000년 7.94%).
| 폰트레시나 GR의 언어 |             |             |             |             |             |             |
| 언어                 | Census 1980 | Census 1980 | Census 1990 | Census 1990 | Census 2000 | Census 2000 |
| 언어                 | 수          | %           | 수          | %           | 수          | %           |
| 독일어               | 990         | 57.36%      | 993         | 61.91%      | 1264        | 57.69%      |
| 로만슈어             | 250         | 14.48%      | 194         | 12.09%      | 174         | 7.94%       |
| 이태리어             | 362         | 20.97%      | 290         | 18.08%      | 353         | 16.11%      |
| 인구                 | 1726        | 100%        | 1604        | 100%        | 2191        | 100%        |

## 교통

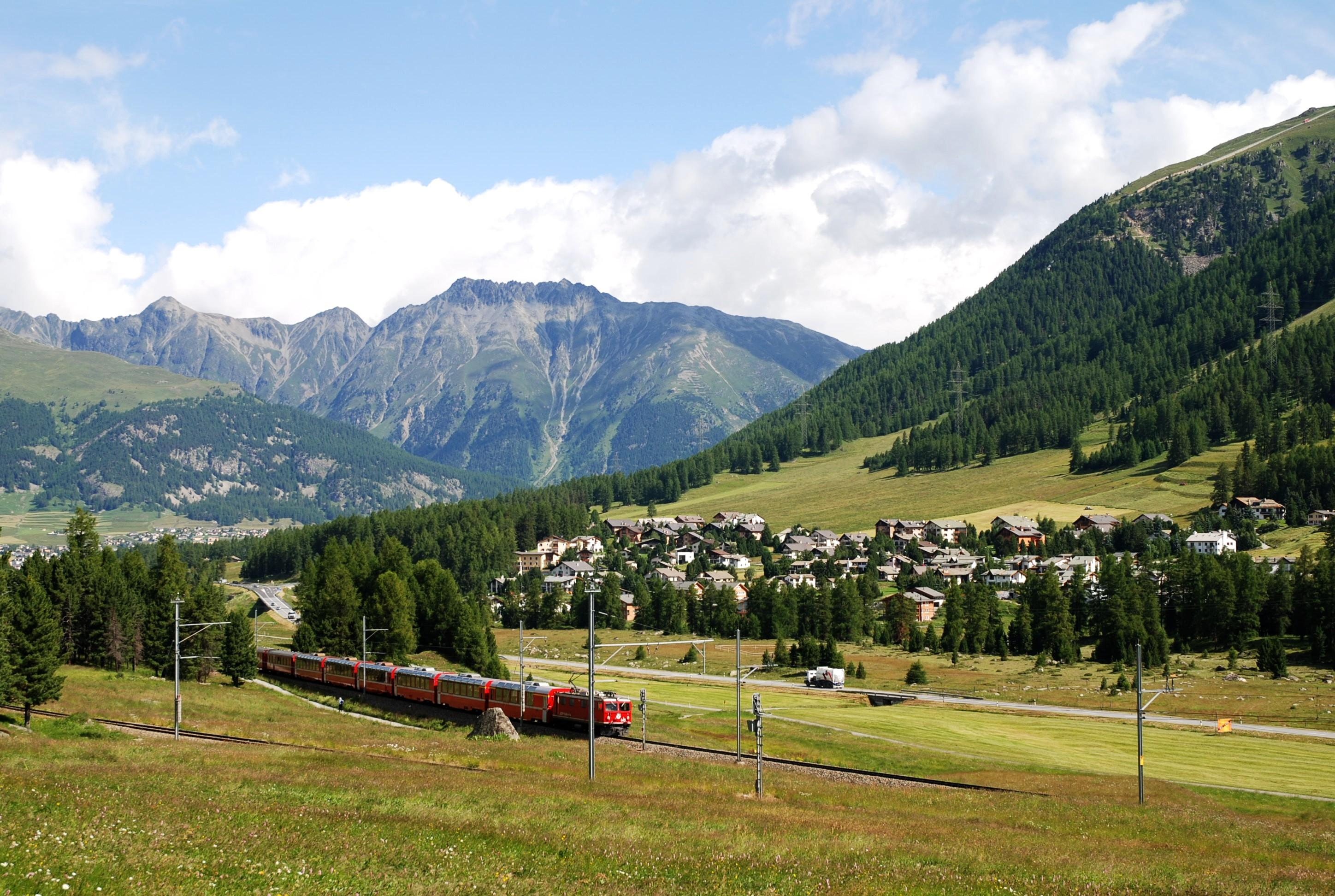
폰트레시나의 래티셰 철도 차량

폰트레시나역은 넓은 지역과 유스호스텔을 제공하는 도시의 서쪽에 위치한 공정한 규모의 시설이다. 그것은 베르니나선에 위치하고 있으며, 생모리츠와 티라노까지 정기적으로 운행한다. 시정촌 내에 5개의 추가 기차역이 있으며, 모두 베르니나선에 있다.
- 수로바스 (Surovas)
- 모테라치 (Morteratsch)
- 베르니나 수오트
- 베르니나 레갈프
- 베르니나 디아볼레차

베르니나 고개를 가로지르는 주요 도로인 하우프슈트라세 29는 지자체의 길이를 달리지만, 서쪽으로 폰트레시나 마을을 우회하여 마을과 기차역 사이를 지나간다. 이 도로와 연결 도로는 인근의 더 큰 생모리츠 마을로 연결된다. 엥가딘 버스 회사의 여러 버스 노선도 이 지역을 운행하며 겨울에는 스키를, 여름에는 산책을 즐길 수 있는 체어 리프트가 있다.

## 국가중요문화재
산타 마리아 교회, 그랜드 호텔 크로넨호프 및 스파니올라 타워는 국가적으로 중요한 스위스 문화유산으로 등재되어 있다.  오래된 교구 교회이자, 현재 산타 마리아 교회는 후기 로마네스크 양식의 건축물이다. 교회의 벽에는 몇 가지 중요한 그림이 있다. 탑과 북쪽과 서쪽 벽은 12세기에 만들어진 초기 교회의 것이다.
알프스를 가로지르는 역사적인 와인 운송 경로는 폰트레시나를 지나 다른 곳에 도로가 건설되면서 중요성을 완전히 상실한 스켈레타 고개를 가로질러 다보스를 향해 계속된다.

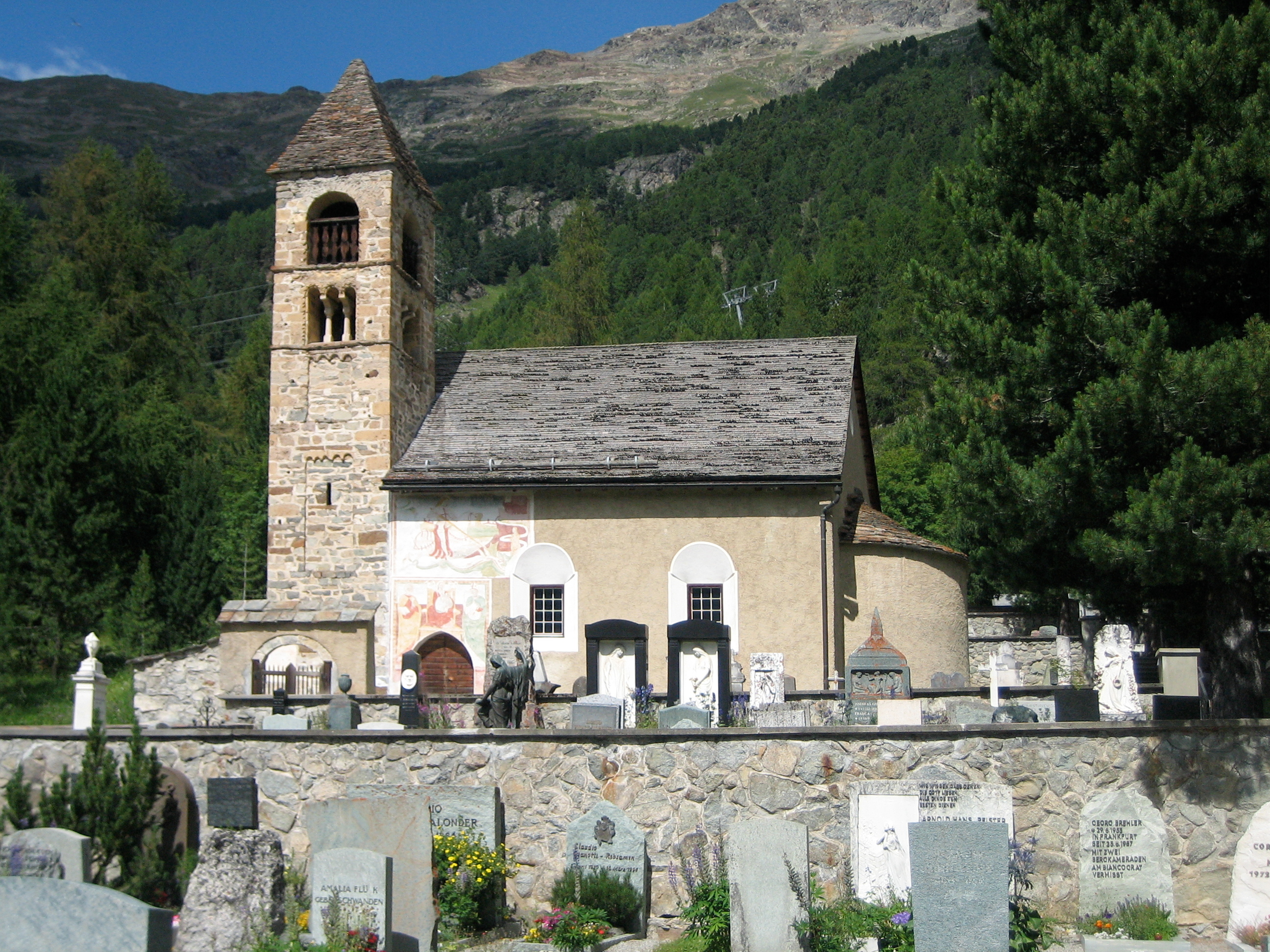
산타 마리아 교회
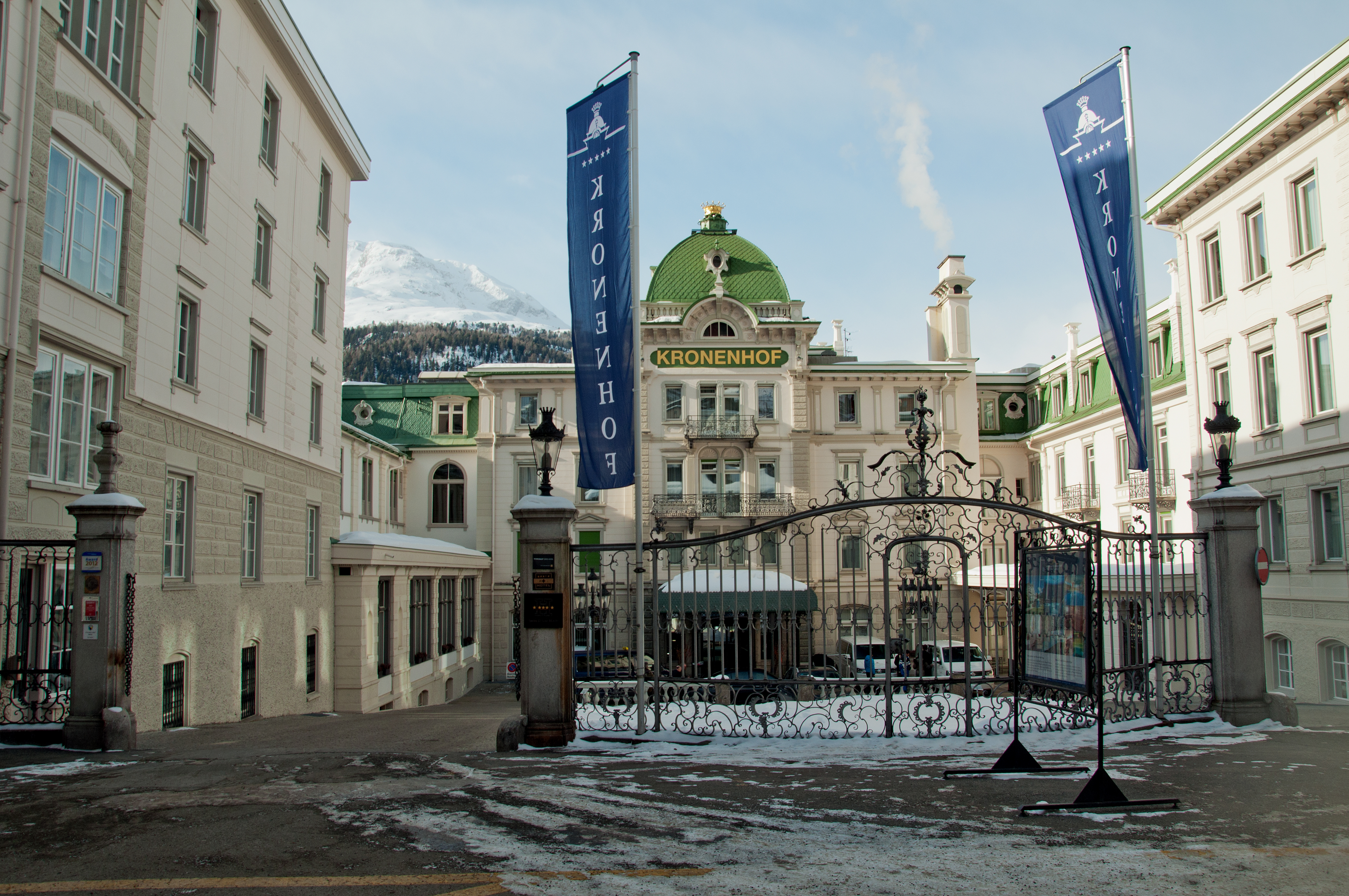
그랜드 호텔 크로넨호프
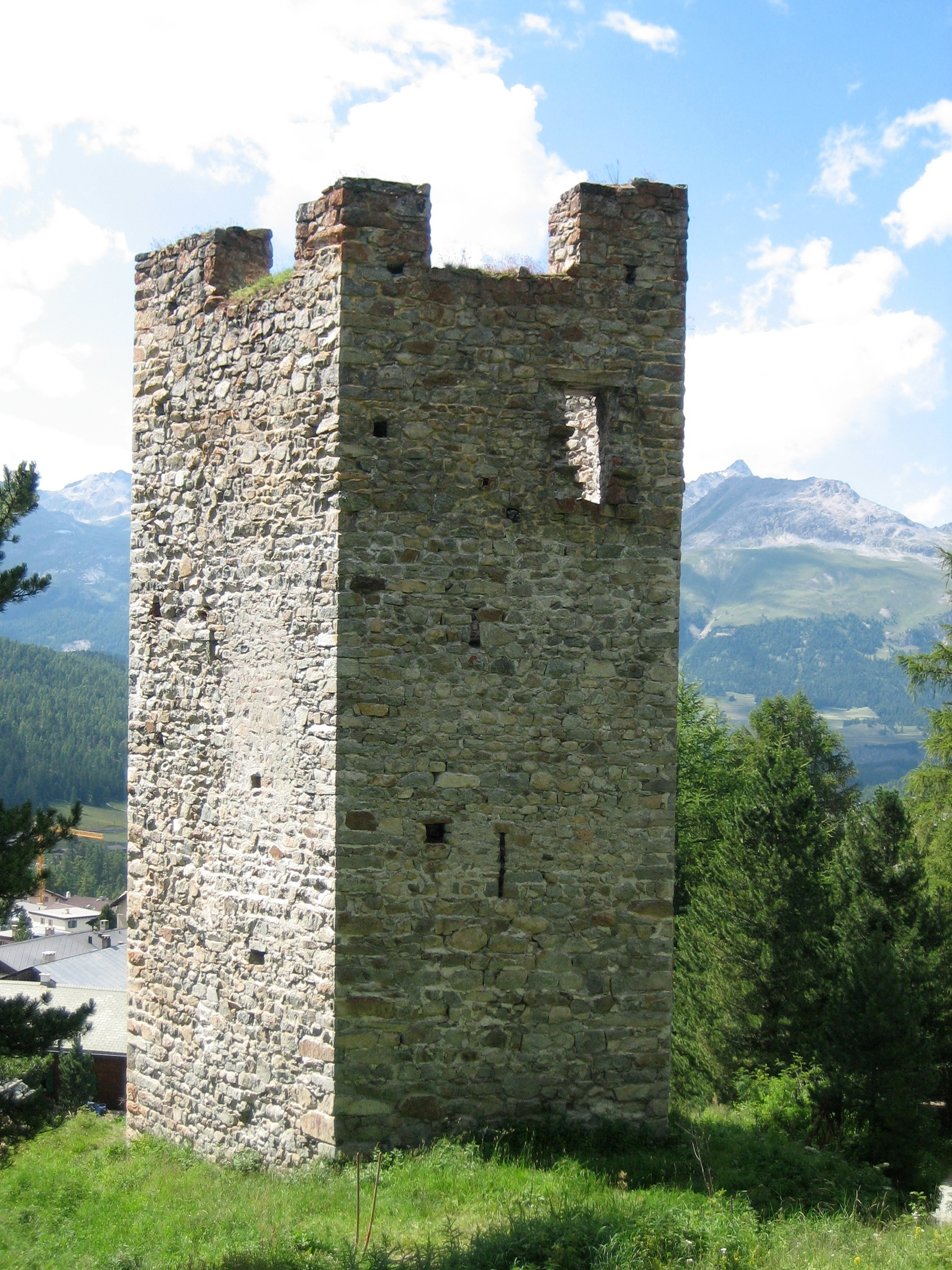
스파니올라 타워